# Jeremy Sarmiento
Jeremy Leonel Sarmiento Morante, noto semplicemente come Jeremy Sarmiento (Madrid, 16 giugno 2002), è un calciatore inglese naturalizzato ecuadoriano, centrocampista o ala del Brighton, e della nazionale ecuadoriana.

## Carriera

### Carriera
Nato in Spagna da genitori ecuadoriani, all'età di sette anni si trasferisce in Inghilterra, dove entra a far parte del settore giovanile del Charlton. Nel 2018 viene acquistato dal Benfica, dove resta per tre stagioni prima di fare ritorno oltremanica tra le file del Brighton.
Inizialmente aggregato alla formazione giovanile, il 22 settembre 2021 fa il suo esordio tra i professionisti giocando l'incontro di Football League Cup vinto per 2-0 contro lo Swansea City.
Il 25 luglio 2023 viene ceduto in prestito al West Bromwich Albion. Debutta il 5 agosto successivo, subentrando nella prima di campionato persa per 2-1 contro il Blackburn. Segna la sua prima rete con la nuova maglia il 26 agosto, nella vittoria casalinga per 4-2 contro il Middlesborough.
Il 1º gennaio 2024 viene richiamato dalle Seagulls. Due giorni dopo viene comunicato il suo passaggio, in prestito fino a fine stagione, all'Ipswich Town.

### Nazionale
In possesso di triplo passaporto, gioca nelle selezioni giovanili inglesi, prendendo anche parte al campionato europeo Under-17 del 2019. Nel 2021 sceglie di optare per la nazionale ecuadoriana, rispondendo alla chiamata del CT Gustavo Alfaro per gli incontri di qualificazione al campionato mondiale del 2022; debutta il 7 ottobre, entrando in campo nel secondo tempo del match vinto per 3-0 contro la Bolivia.
Il 16 giugno 2024 realizza la sua prima rete per l'Ecuador nell'amichevole vinta 2-1 contro l'Honduras.

## Statistiche

### Presenze e reti nei club
statistiche aggiornate al 10 novembre 2024.
| Stagione        | Squadra         | Campionato      | Campionato | Campionato | Coppe nazionali | Coppe nazionali | Coppe nazionali | Coppe continentali | Coppe continentali | Coppe continentali | Altre coppe | Altre coppe | Altre coppe | Totale | Totale |
| Stagione        | Squadra         | Comp            | Pres       | Reti       | Comp            | Pres            | Reti            | Comp               | Pres               | Reti               | Comp        | Pres        | Reti        | Pres   | Reti   |
| --------------- | --------------- | --------------- | ---------- | ---------- | --------------- | --------------- | --------------- | ------------------ | ------------------ | ------------------ | ----------- | ----------- | ----------- | ------ | ------ |
| 2021-2022       | Brighton        | PL              | 5          | 0          | CI+CdL          | 0+2             | 0+0             | -                  | -                  | -                  | FLT         | 1           | 0           | 8      | 0      |
| 2022-2023       | Brighton        | PL              | 9          | 0          | CI+CdL          | 2+1             | 0+0             | -                  | -                  | -                  | -           | -           | -           | 12     | 0      |
| 2023-gen. 2024  | West Bromwich   | FLC             | 20         | 2          | FACup+CdL       | 0+1             | 0+0             | -                  | -                  | -                  | -           | -           | -           | 21     | 2      |
| gen.-giu. 2024  | Ipswich Town    | FLC             | 20         | 3          | FACup+CdL       | 2+0             | 1+0             | -                  | -                  | -                  | -           | -           | -           | 22     | 4      |
| ago. 2024       | Brighton        | PL              | 1          | 0          | FACup+CdL       | 0+1             | 0+1             | -                  | -                  | -                  | -           | -           | -           | 2      | 1      |
| Totale Brighton | Totale Brighton | Totale Brighton | 15         | 0          |                 | 6               | 1               |                    | -                  | -                  |             | 1           | 0           | 22     | 1      |
| 2024-2025       | Burnley         | FLC             | 10         | 1          | FACup+CdL       | -               | -               | -                  | -                  | -                  | -           | -           | -           | 10     | 1      |
| Totale carriera | Totale carriera | Totale carriera | 65         | 6          |                 | 9               | 2               |                    | -                  | -                  |             | 1           | 0           | 75     | 8      |

### Presenze e reti in nazionale
| Cronologia completa delle presenze e delle reti in nazionale ― Ecuador | Cronologia completa delle presenze e delle reti in nazionale ― Ecuador | Cronologia completa delle presenze e delle reti in nazionale ― Ecuador | Cronologia completa delle presenze e delle reti in nazionale ― Ecuador | Cronologia completa delle presenze e delle reti in nazionale ― Ecuador | Cronologia completa delle presenze e delle reti in nazionale ― Ecuador | Cronologia completa delle presenze e delle reti in nazionale ― Ecuador | Cronologia completa delle presenze e delle reti in nazionale ― Ecuador |
| Data                                                                   | Città                                                                  | In casa                                                                | Risultato                                                              | Ospiti                                                                 | Competizione                                                           | Reti                                                                   | Note                                                                   |
| ---------------------------------------------------------------------- | ---------------------------------------------------------------------- | ---------------------------------------------------------------------- | ---------------------------------------------------------------------- | ---------------------------------------------------------------------- | ---------------------------------------------------------------------- | ---------------------------------------------------------------------- | ---------------------------------------------------------------------- |
| 7-10-2021                                                              | Guayaquil                                                              | Ecuador                                                                | 3 – 0                                                                  | Bolivia                                                                | Qual. Mondiali 2022                                                    | -                                                                      | 64’                                                                    |
| 11-11-2021                                                             | Quito                                                                  | Ecuador                                                                | 1 – 0                                                                  | Venezuela                                                              | Qual. Mondiali 2022                                                    | -                                                                      |                                                                        |
| 16-11-2021                                                             | Santiago del Cile                                                      | Cile                                                                   | 0 – 2                                                                  | Ecuador                                                                | Qual. Mondiali 2022                                                    | -                                                                      |                                                                        |
| 24-3-2022                                                              | Ciudad del Este                                                        | Paraguay                                                               | 3 – 1                                                                  | Ecuador                                                                | Qual. Mondiali 2022                                                    | -                                                                      | 66’                                                                    |
| 29-3-2022                                                              | Guayaquil                                                              | Ecuador                                                                | 1 – 1                                                                  | Argentina                                                              | Qual. Mondiali 2022                                                    | -                                                                      | 73’                                                                    |
| 3-6-2022                                                               | Harrison                                                               | Ecuador                                                                | 1 – 0                                                                  | Nigeria                                                                | Amichevole                                                             | -                                                                      | 60’                                                                    |
| 6-6-2022                                                               | Chicago                                                                | Messico                                                                | 0 – 0                                                                  | Ecuador                                                                | Amichevole                                                             | -                                                                      | 71’                                                                    |
| 12-6-2022                                                              | Fort Lauderdale                                                        | Ecuador                                                                | 1 – 0                                                                  | Capo Verde                                                             | Amichevole                                                             | -                                                                      | 46’                                                                    |
| 27-9-2022                                                              | Düsseldorf                                                             | Giappone                                                               | 0 – 0                                                                  | Ecuador                                                                | Amichevole                                                             | -                                                                      | 46’                                                                    |
| 20-11-2022                                                             | Al Khawr                                                               | Qatar                                                                  | 0 – 2                                                                  | Ecuador                                                                | Mondiali 2022 - 1º turno                                               | -                                                                      | 68’                                                                    |
| 25-11-2022                                                             | Al Rayyan                                                              | Paesi Bassi                                                            | 1 – 1                                                                  | Ecuador                                                                | Mondiali 2022 - 1º turno                                               | -                                                                      | 74’                                                                    |
| 29-11-2022                                                             | Al Rayyan                                                              | Ecuador                                                                | 1 – 2                                                                  | Senegal                                                                | Mondiali 2022 - 1º turno                                               | -                                                                      | 46’                                                                    |
| 24-3-2023                                                              | Sydney                                                                 | Australia                                                              | 3 – 1                                                                  | Ecuador                                                                | Amichevole                                                             | -                                                                      | 30’                                                                    |
| 21-3-2024                                                              | Harrison                                                               | Ecuador                                                                | 2 – 0                                                                  | Guatemala                                                              | Amichevole                                                             | -                                                                      | 72’                                                                    |
| 24-3-2024                                                              | Harrison                                                               | Ecuador                                                                | 0 – 2                                                                  | Italia                                                                 | Amichevole                                                             | -                                                                      | 80’                                                                    |
| 9-6-2024                                                               | Chicago                                                                | Argentina                                                              | 1 – 0                                                                  | Ecuador                                                                | Amichevole                                                             | -                                                                      | 78’                                                                    |
| 16-6-2024                                                              | East Hartford                                                          | Ecuador                                                                | 2 – 1                                                                  | Honduras                                                               | Amichevole                                                             | 1                                                                      | 76’                                                                    |
| 22-6-2024                                                              | Santa Clara                                                            | Ecuador                                                                | 1 – 2                                                                  | Venezuela                                                              | Coppa America 2024 - 1º turno                                          | 1                                                                      | 29’ 62’                                                                |
| 26-6-2024                                                              | Paradise                                                               | Ecuador                                                                | 3 – 1                                                                  | Giamaica                                                               | Coppa America 2024 - 1º turno                                          | -                                                                      | 90+5’                                                                  |
| 30-6-2024                                                              | Glendale                                                               | Messico                                                                | 0 – 0                                                                  | Ecuador                                                                | Coppa America 2024 - 1º turno                                          | -                                                                      | 76’                                                                    |
| 4-7-2024                                                               | Houston                                                                | Argentina                                                              | 1 – 1 (4 – 2 dtr)                                                      | Ecuador                                                                | Coppa America 2024 - Quarti di finale                                  | -                                                                      | 76’                                                                    |
| 6-9-2024                                                               | Curitiba                                                               | Brasile                                                                | 1 – 0                                                                  | Ecuador                                                                | Qual. Mondiali 2026                                                    | -                                                                      | 46’                                                                    |
| 10-10-2024                                                             | Quito                                                                  | Ecuador                                                                | 0 – 0                                                                  | Paraguay                                                               | Qual. Mondiali 2026                                                    | -                                                                      | 46’                                                                    |
| 14-11-2024                                                             | Guayaquil                                                              | Ecuador                                                                | 4 – 0                                                                  | Bolivia                                                                | Qual. Mondiali 2026                                                    | -                                                                      | 68’                                                                    |
| Totale                                                                 |                                                                        | Presenze                                                               | 24                                                                     |                                                                        | Reti                                                                   | 2                                                                      |                                                                        |